# Suaza
Suaza es un municipio colombiano ubicado en el suroriente del departamento de Huila, en la región central del Valle del río Suaza, bordeado en la margen occidental por la serranía de la Ceja, y en la oriental por las estribaciones de la Cordillera Oriental. Hace parte de la Región Subcentro del departamento. Su extensión territorial es de 383 km², se encuentra a una altitud media de 990 m s. n. m. (metros sobre el nivel del mar), y su temperatura promedio es de 24 °C (grados Celsius).
Cuenta con una población de 21 119 habitantes de acuerdo con proyección del DANE para año 2019. Se caracteriza por la producción agrícola y ganadera; los principales cultivos son: café, maracuyá, ahuyama, cítricos y madera, y se fundamenta en la actividad artesanal y de servicios. Es famoso por la fabricación del «Sombrero Suaceño», un producto confeccionado en paja y tejido a mano por los artesanos del municipio, reconocido tanto a nivel nacional como internacional, ya que tiene denominación de origen con la finalidad de reconocer y proteger un oficio que ha pasado de generación en generación. Es conocida como «La Ciudad de los Sombreros de Iraca».

## Toponimia
Lleva este nombre por el río Suaza.

## División político-administrativa
Además de su cabecera municipal, Suaza tiene bajo su jurisdicción los siguientes centros poblados:
- Cruce Acevedo
- Gallardo
- Guayabal
- San José

### Veredas
Además de las siguientes veredas:
La Singa, Hato Viejo, Marmato, San Calixto, Satía, Las Quemadas, Emayá, Tapias, Picuma, Picumita, Mantagua, Avispero y San Martín.

## Geografía
El municipio de Suaza está situado sobre de los Andes colombianos y al suroriente del departamento de Huila. Al occidente el municipio colinda con la margen occidental con la Serranía de La Ceja, en la oriental por las estribaciones de la Cordillera Oriental de los Andes, también llamado el corredor transamazónico que bordea con la Región amazónica de Colombia. La altitud promedio es de 990 m s. n. m. (metros sobre el nivel del mar) en el casco urbano.
Los límites del municipio están trazados por la Ordenanza número 26 de abril de 1912 de la Asamblea Departamental del Huila. Fueron establecidos en 1842 utilizando los límites particulares del Municipio de Santa Librada por el artículo 2 del Decreto Ley de dicho año y luego ratificados por la ordenanza n.º 25 de 1935. El municipio de Suaza limita por el oriente con el Municipio de Guadalupe y el municipio de Florencia en el departamento de Caquetá; Por el norte limita con el Municipio de Altamira; Por el occidente con los Municipios de Altamira y Timaná y por el sur con el Municipio de Acevedo.
El municipio de Suaza ocupa la parte central del valle interandino, que tiene como eje el río homónimo que nace en los Farallones de la Fragua localizado en la cordillera Oriental, que por su cercanía al Macizo Colombiano hace parte fundamental de este sistema orográfico. El río Suaza es compartido con los municipios de Acevedo, Guadalupe, Altamira y Garzón.
Cerca de su nacimiento, la corriente fluvial atraviesa el gran conjunto cavernario conformado por la denominada Cueva de los Guácharos. Las principales microcuencas hidrográficas municipales son en orden de importancia las quebradas Agua Cabezas, Emayá, Jacué, y Gallardo.
La altitud mínima del municipio es de 950 m s. n. m., cota localizada en la margen izquierda del río Suaza, desembocadura de la quebrada la Singa; y, la máxima, de 2950 m s. n. m., correspondiente al cerro del Gabinete, en los límites entre el Departamento del Caquetá y Guadalupe. El sector urbano se encuentra a una altitud aproximada de 1000 m s. n. m. Esta configuración orográfica le determina los pisos térmicos con clima frío y templado en el caso del casco urbano, con temperaturas que oscilan entre los 25 y los 30 °C (CAM 2002).
La riqueza en biodiversidad del territorio colombiano lo ha ubicado en el segundo país con mayor abundancia de especies tanto de flora como de fauna silvestre, y esto gracias a su ubicación geográfica que cuenta con variedad de pisos térmicos concediéndole una gran cantidad de ecosistemas con características propias que los identifican. Es importante resaltar que la flora en Colombia posee algunos representantes que se han caracterizado por extenderse casi en todo el territorio; un ejemplo a citar son las plantas pertenecientes a la familia de las orquídeas, cuyas características adquiridas a través de la evolución le ha permitido adaptarse en distintas regiones, esto les ha facilitado conquistar un sinnúmero de nichos ecológicos, desde los más secos y calientes hasta los más húmedos y fríos del territorio colombiano, resaltando que hay zonas donde su proliferación es permanente y florecen con mayor esplendor.
En el Huila existe una zona donde dichas plantas han encontrado un ambiente acorde para su desarrollo, estamos hablando de Suaza, que además de ser la cuna del sombrero se ha reconocido como valle de las orquídeas (Rojas, 2007).

## Historia

### Colonización española
Previo a la llegada de los exploradores españoles al continente americano, la región era colonizada por indígenas andaquíes. Con la llegada de los españoles al lugar hacia 1628, los indígenas fueron sometidos y obligados a vivir en encomiendas.

### Fundación
Los indígenas fueron evangelizados y los españoles construyeron una iglesia cerca al Cabildo de Timaná en lo que hoy se cree es la localidad de Las Quemadas. Los indígenas andaquíes se rebelaron muchas veces entre 1637 y 1662 en contra de los españoles y atacaron la villa con fuego, incendiando la iglesia y las casas. Debido a dos de estos ataques al sitio que bautizaron como Las Quemadas, los colonos tuvieron que construir un nuevo cerca a La Quebrada Seca, sitio en el que crecería la cabecera urbana municipal. El sitio tuvo carácter político-administrativo de resguardo indígena, y que se denominó Resguardo de San Francisco de la Ceja Andaquíes de Guaduas Pintadas, localidad en la cual convivieron pacíficamente colonos e indígenas nativos.
En 1721, el capitulado Melchor de Losada dispuso en su testamento que en los terrenos del actual Suaza se fundaran una capellanía de misas y memorias perpetuas. La tarea fue encomendada al capellán interino Fray Miguel de Caviedes. La capilla data de alrededor de 1738, ya que una de las partidas de bautismo más antigua de la viceparroquia, que reposa en el libro II del archivo parroquial de Timaná corresponde al febrero 21 de dicho año. La villa fue creciendo alrededor de la capilla y la plaza. Tiempo después fue convertida en viceparroquia, sin sacerdote fijo ni autoridades estables. Con el crecimiento de la villa las autoridades eclesiásticas y civiles Suaza subió a la categoría de parroquia y de municipio.
Entre 1739 y 1823 la viceparroquia de Suaza dependió de la parroquia de Timaná. Entre 1823 y 1842 las viceparroquias de Suaza y Guadalupe fueron integradas para conformar la parroquia de Nuestra Señora de Guadalupe. La villa fue fundada en 1748 por Helena de Valderrama con el nombre de Casas Quemadas o Las Quemadas, varios metros al sur de la actual lozalización. Finalmente, en 1842, Suaza se segregó de dicha parroquia para ser ordenada como parroquia independiente. El primer párroco fue el padre Inocente Delgado.
Los primeros colonos que se asentaron sobre la región siguiendo los cauces del río Suaza, y de las quebradas Seca, Satía, Singa y Emayá, estuvieron bajo la autoridad del militar Juan Jovel de Losada. Jovel de Losada fue quien compró las tierras a Helena de Valderrama y las donó a siete familias de indígenas andaquíes que habían traído de las selvas del Caquetá.
El 31 de julio de 1788, el dueño de los terrenos aledaños a la iglesia, Rafael Cano, donó la propiedad para que fuera utilizada como plaza de la viceparroquia de Suaza. En este mismo año y con escritura del 8 de agosto Calixto Perdomo donó un lote de su propiedad para que se construyera más casas para la población. La villa fue diseñada basándose en las ordenanzas del bosque de Segovia. 

Lo primero que se traza es la plaza mayor la cual no debe ser menor de 200 pies de ancho y 300 de largo. De la plaza deben salir cuatro calles principales anchas, luego debe señalarse el sitio de los edificios públicos. Siguiendo el orden de las plazas edifíquense las viviendas dejando espacios trazados para futuros establecimientos. El lugar que se elija para la nueva fundación debe ser alto, bien ventilado, con buena provisión de leña, pasto, y tierras de labor.

### Municipio
En 1842 fue erigido en distrito municipal con el nombre de Santa Librada, denominación que conservó hasta 1934, cuando la Asamblea Departamental de Huila lo llamó con el nombre de Suaza.
Por ley 46 del 29 de abril de 1905, el congreso colombiano creó el departamento de Huila y nombró al gobernador Rafael Puyo Perdomo. Por ordenanza Número 25 de 1934 la asamblea Departamental del Huila le cambió el nombre por el de Suaza oficialmente.
En 1997, Suaza fue clasificado por el Departamento Nacional de Planeación como un municipio en quinta categoría y, en 1998, se recategorizó.

## Turismo
- Los Salados es conocido por sus grandes cultivos de café, ya que es la base principal de su economía sociopolítica.
- También hay atracciones turísticas como la cascada La Pioja, que está ubicada entre límites de Los Salados y la vereda La Palma.